# Grand Raid (Suisse)
Pour les articles homonymes, voir Grand Raid (homonymie).
Le Grand Raid, nommé depuis 2016 Grand Raid BCVs en raison d’un partenariat avec la Banque cantonale du Valais, est une course de VTT organisée chaque année depuis 1990 à la fin du mois d'août entre Verbier et Grimentz en Valais. Il est présidé par Jean-Pierre Fournier, ancien responsable des équipes Suisse de ski.
Cette course valorise les côtés aventure et mythique d'une épreuve sans comparaison[réf. nécessaire] qui se déroule à l'échelle d'une région des Alpes valaisannes.

## Parcours
Il existe quatre départs :
1. Verbier-Grimentz c'est le parcours complet de 125 km avec 5 025 mètres de dénivelé positif.
2. Nendaz-Grimentz est au programme dès 2010 sur une distance de 93 km avec 3 944 mètres de dénivelé.
3. Hérémence-Grimentz à mi-chemin, 68 km avec ses 2 996 mètres de dénivelé.
4. Evolène-Grimentz le dernier tronçon de 37 km permet de découvrir la partie finale de la course avec le franchissement du fameux Pas de Lona

## Records
Le 20 août 2016, malgré l'irruption de la pluie en fin de matinée, l'Argovien Urs Huber remporte son 5e Grand Raid et bat le record de l'épreuve en 5 h 58 min 1 s. Chez les dames, la Bernoise Ariane Kleinhans fait de même en 7 h 33 min 6 s.  Toujours en 2016, les records tombent sur les 3 autres parcours : 
1. Nendaz- Grimentz : l'Allemand Matthias Bettinger gagne en 4 h 59 min 10 s.
2. Hérémence - Grimentz : Romain Bannwart gagne au sprint et établit un nouveau record en 3 h 43 min 52 s.
3. Evolène - Grimentz : le cadet neuchâtelois Luca Barben établit une nouvelle marque en 2 h 13 min 51 s.

Sur le parcours de 2010, rallongé entre Verbier et Nendaz (notamment avec une montée supplémentaire vers l'alpage de Tracouet), l'Allemand Karl Platt a établi un chrono de 7 h 5 min 15 s alors que la Valaisanne Fabienne Heinzmann a rallié Verbier à Grimentz en 9 h 3 min 33 s. Les organisateurs ont repris le parcours d'origine à partir de 2011. Chez les hommes, Urs Huber signe un sextuplé en 2019  (victoires en 2008, 2011, 2013, 2014, 2016, 2019). Nicolas Siegenthaler (1990, 1991), Eric Uebelhardt (1994, 1996), Christophe Manin (2000, 2001), Daniel Paradis (2002, 2003) et Alexandre Moos (2009, 2012) ont tous fait coup double. Chez les dames, Isabella Crettenand (1997, 1998, 1999), Ariane Kleinhans (2013, 2014, 2016) et Esther Süss (2007, 2008, 2018) ont signé un triplé. Marlyse Tercier (1996, 2000) l'a remporté à 2 reprises.

## Palmarès

### Départ de Verbier
| Année | Hommes                   | Temps           | Femmes                          | Temps           |
| ----- | ------------------------ | --------------- | ------------------------------- | --------------- |
| 1990  | Nicolas Siegenthaler (1) | 7 h 46 min 15 s |                                 |                 |
| 1991  | Nicolas Siegenthaler (2) | 7 h 5 min 47 s  |                                 |                 |
| 1992  | Olivier Wanner           | 6 h 50 min 6 s  |                                 |                 |
| 1993  | Zbigniew Krasniak        | 6 h 54 min 39 s |                                 |                 |
| 1994  | Eric Uebelhardt (1)      | 6 h 37 min 33 s | Susi Dahlmeier                  | 8 h 53 min 11 s |
| 1995  | Marcel Russenberger      | 7 h 7 min 12 s  | Lucrezia Lechner                | 9 h 43 min 27 s |
| 1996  | Eric Uebelhardt (2)      | 6 h 37 min 33 s | Marlyse Tercier (1)             | 8 h 55 min 34 s |
| 1997  | Roger Beuchat            | 6 h 26 min 5 s  | Isabella Crettenand-Moretti (1) | 8 h 22 min 4 s  |
| 1998  | Pascal Corti             | 6 h 26 min 5 s  | Isabella Crettenand-Moretti (2) | 8 h 12 min 16 s |
| 1999  | Gilles Delion            | 6 h 15 min 14 s | Isabella Crettenand-Moretti (3) | 8 h 23 min 55 s |
| 2000  | Christophe Manin (1)     | 6 h 17 min 8 s  | Marlyse Tercier (2)             | 8 h 32 min 49 s |
| 2001  | Christophe Manin (2)     | 6 h 24 min 23 s | Catherine Mabillard             | 8 h 33 min 33 s |
| 2002  | Daniel Paradis (1)       | 6 h 8 min 47 s  | Dolores Mächler (1)             | 7 h 55 min 5 s  |
| 2003  | Daniel Paradis (2)       | 6 h 15 min 25 s | Dolores Mächler (2)             | 7 h 58 min 9 s  |
| 2004  | Ludovic Fahrni           | 6 h 25 min 57 s | Andrea Huser                    | 7 h 29 min 54 s |
| 2005  | Frédéric Frech           | 6 h 47 min 13 s | Myriam Saugy                    | neutralisée     |
| 2006  | Roman Peter              | 6 h 45 min 47 s | Dolores Mächler (3)             | 7 h 42 min 6 s  |
| 2007  | Thomas Dietsch           | 6 h 17 min 16 s | Esther Süss (1)                 | 7 h 41 min 1 s  |
| 2008  | Urs Huber (1)            | 6 h 18 min 10 s | Esther Süss (2)                 | 7 h 39 min 1 s  |
| 2009  | Alexandre Moos (1)       | 6 h 5 min 4 s   | Marielle Saner                  | 7 h 24 min 10 s |
| 2010* | Karl Platt               | 7 h 5 min 15 s  | Fabienne Heinzmann              | 9 h 3 min 33 s  |
| 2011  | Urs Huber (2)            | 6 h 18 min 10 s | Sally Bigham                    | 7 h 52 min 18 s |
| 2012  | Alexandre Moos (2)       | 6 h 13 min 2 s  | Jane Nüssli                     | 8 h 7 min 48 s  |
| 2013  | Urs Huber (3)            | 6 h 8 min 19 s  | Ariane Kleinhans (1)            | 7 h 37 min 13 s |
| 2014  | Urs Huber (4)            | 6 h 5 min 13 s  | Ariane Kleinhans (2)            | 7 h 49 min 55 s |
| 2015  | Lukas Buchli             | 6 h 3 min 19 s  | Milena Landtwing                | 7 h 48 min 22 s |
| 2016  | Urs Huber (5)            | 5 h 58 min 1 s  | Ariane Kleinhans (3)            | 7 h 33 min 6 s  |
| 2017  | Samuele Porro            | 6 h 7 min 54 s  | Florence Darbellay              | 8 h 0 min 19 s  |
| 2018  | Andreas Seewald          | 6 h 0 min 12 s  | Esther Süss (3)                 | 7 h 30 min 45 s |
| 2019  | Urs Huber (6)            | 6 h 8 min 21 s  | Ilona Chavaillaz                | 7 h 41 min 55 s |
| 2021  | Andreas Seewald (2)      | 5 h 54 min 56 s | Estelle Morel                   | 7 h 50 min 11 s |
| 2022  | Andreas Seewald (3)      | 6 h 0 min 36 s  | Claudia Peretti                 | 7 h 31 min 32 s |
| 2023  | Andreas Seewald (4)      | 6 h 4 min 37 s  | Stefanie Dohrn                  | 7 h 41 min 44 s |
| 2024  | Andreas Seewald (5)      | 5 h 57 min 30 s | Elena Luetzelschwab             | 7 h 41 min 44 s |